# Єневич Федір Федорович
Федір Федорович Єневич (нар. 13 (26) квітня 1905, Глібки — 5 грудня 1976, Київ) — український філософ, комсомольський і партійний функціонер, доктор філософських наук, професор.

## Біографія
Народився 13 (26 квітня) 1905 року в селі Глібках Старокостянтинівського повіту Подільської губернії (нині Хмельницької області) у бідній селянській родині. В 1911 році його батьки переселилися в селище Новорешетилівське (тепер Новосибірської області). У 1921–1931 роках — функціонер повітових комсомольських та партійних органів, секретар сільради та інше. Член ВКП(б) з 1928 року.
В 1931 році закінчив історичний факультет Московського педагогічного інституту імені В. І. Леніна. У 1931–1932 роках — доцент Вищого педагогічного фінансово-економічного інституту в Ленінграді, був слухачем філоського сектора аспірантури при Ленінградському відділі Комуністичної академії. У 1932–1935 роки — керівник кафедри філософії Дніпропетровського інституту інженерів залізничного транспорту. В 1937 році закінчив філософський відділ Українського (Київського) інституту червоної професури і з того ж року викладач Київського державного університету. З грудня 1938 року працював старшим консультантом відділу партійної пропаганди газети ЦК КП(б)У «Комуніст».
У 1941 році в Інституті філософії АН СРСР захистив кандидатську дисертацію на тему «Марксизм-ленінінізм теорія понять». У 1941–1942 роках — головний редактор Українського політітичного видавництва при ЦК КП(б)У, у 1942–1943 роках — керівник лекторської групи при Башкирському обласному комітеті ВКП(б), у 1943–1944 роках — лектор ЦК КП(б)У. У 1944 — серпні 1947 року — директор Українського філіалу Інституту Маркса—Енгельса—Леніна при ЦК ВКП(б). З серпня 1947 року — заступник директора Українського філіалу Інституту Маркса—Енгельса—Леніна при ЦК ВКП(б).
У 1951 році захистив докторську дисертацію на тему «Світогляд Т. Г. Шевченка». З 1952 року — доктор філософських наук, професор. З 1958 року — професор кафедри філософії інституту підвищення кваліфікації викладачів суспільних наук при Київському університеті. У 1969–1976 роках — професор та професор-консультант кафедри філософії природничих факультетів.

Могила Федора Єневича

Помер 5 грудня 1976 року. Похований в Києві на Байковому кладовищі.

## Наукова діяльність
Вів наукову роботу в області діалектичного і історичного матеріалізму, а також з історії української філософії і суспільно-політичної думки. Автор понад 60 наукових публікацій, серед яких:
- Комуністичне виховання трудящих і подолання пережитків капіталізму в свідомості людей, К., 1940;
- Суспільно-філософські погляди Г. С. Сковороди, «Пропагандіст і агітатор», 1946, No 4;
- Американський фальсифікатор ідейної спадщини Т. Г. Шевченко, «Більшовик України», 1949, No 8;
- Деякі теоретичні проблеми категорії матеріалістичної діалектики, «Київ. держ. ун-т. Наукові зап.», 1957, т. 16, вип. 4. Зб. філос. фак-ту, No 3;
- Матеріалістична діалектика та конкретні методи природничих і гуманітарних наук, там же, т. 16, вип. 8;
- Стан і розвиток філософської науки в СРСР за 40 років, «Вісник Київського університету. Сер. історії та філософії», 1958, вип. 1;
- Діяльність комуністичних і робітничих партій — живе втілення ленінських ідей, в зб.: Теоретична зброя комунізму, К., 1959;
- Творчий вклад у марксистсько-ленінську теорію, в зб.: Питання комуністичного будівництва в рішеннях XXI з' ізду КПРС, К., 1960;
- Т. Г. Шевченко і сучасність, в зб.: Тарас Шевченко, К., 1962;
- Закономірності становлення комуністичної формації, в зб.: Розвиток КПРС наукового комунізму (1953–1962), К., 1962.

## Нагороди
Нагороджений орденом «Знак Пошани» (1953), медалями: «За доблесну працю під час ВВВ», «За оборону Києва», «За доблесну працю. В ознаменування 100-ліття з дня народження В. І. Леніна».